# Julien-Gaston du Vergier de La Rochejacquelein

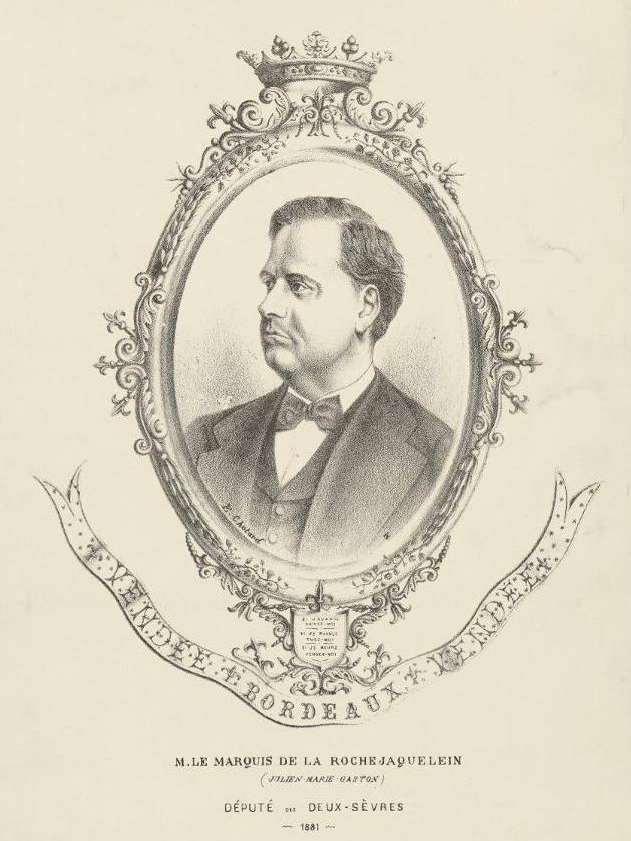
Julien-Gaston du Vergier de La Rochejacquelein

Julien-Gaston du Vergier de La Rochejacquelein (* 27. März 1833 in Chartres; † 30. Juli 1897 in Boismé, Département Deux-Sèvres) war ein französischer Politiker. In der Epoche der Dritten Französischen Republik war er von 1871 bis 1876 Mitglied der Nationalversammlung sowie von 1876 bis 1878, von 1881 bis 1885 und von 1889 bis 1897 Abgeordneter des Départements Deux-Sèvres.

## Leben
Julien-Gaston du Vergier de La Rochejacquelein war ein Sohn des französischen Politikers und Militärs Henri-Auguste-Georges de La Rochejaquelein (1805–1867). Er übte zunächst die Funktion eines Generalrats des Départements Deux-Sèvres aus und trat erstmals politisch bei der Parlamentswahl von 1869 in Erscheinung, als er im Mai dieses Jahres als legitimistischer Oppositionskandidat im Département Deux-Sèvres für einen Sitz im Corps législatif („Gesetzgebender Körper“) kandidierte. Obwohl die Legitimisten und die Mehrheit der oppositionellen Republikaner für ihn stimmten, unterlag er dem amtierenden Abgeordneten Charles Le Roux. Er ließ die Wahl seines Konkurrenten erfolglos vor Gericht durch Ricard und vor dem Gesetzgebenden Körper durch Jules Favre anfechten.
Nach dem Sturz von Napoleon III. wurde La Rochejacquelein als fünfter von sieben Vertretern des Départements Deux-Sèvres am 8. Februar 1871 in die Nationalversammlung gewählt und nahm seinen Platz als Deputierter auf der Seite der monarchistisch gesinnten Rechten ein. Am 15. Juni 1874 gehörte er zu den Unterzeichnern des Antrags zur Wiedereinführung der Monarchie. Als Mitglied der Ständigen Kommission (Commission de permanence) hielt er Reden zu den verschiedenen Budgets, zum Kommunalwahlgesetz und zur Einsetzung der Ministerien in Versailles, unterstützte die Ernennung von Bürgermeistern und deren Stellvertretern durch die Regierung und protestierte gegen den Entwurf der Verfassungsgesetze (Februar 1875). Als Abgeordneter stimmte er u. a. für den Präliminarfrieden mit Preußen nach dem Deutsch-Französischen Krieg, für die Aufhebung der Verbannungsgesetze – die manchen Mitgliedern der Bourbonen die Rückkehr nach Frankreich verboten –, für die verfassungsgebende Gewalt der Nationalversammlung, für den Rücktritt des Staatspräsidenten Adolphe Thiers, für die Einführung einer siebenjährigen Amtszeit der französischen Präsidenten (Septennat) und gegen die Rückkehr der Nationalversammlung nach Paris. Außerdem stimmte er im Januar 1875 gegen den von Henri Wallon eingebrachten Gesetzesänderungsantrag (Amendement Wallon), der die Einführung der Wahl des Präsidenten durch die absolute Stimmenmehrheit der Abgeordnetenkammer und des Senats vorsah. Bei der Ernennung der unabsetzbaren Senatoren (Sénateur inamovible) durch die Nationalversammlung (Dezember 1875) gehörte er zu den wenigen rechtsgerichteten Abgeordneten, die ihre Nominierung für diesen Posten ablehnten, weil das zugrundeliegende Gesetz durch einen Kompromiss mit der politischen Linken zustande gekommen war.
Als Anführer der legitimistischen Partei im Département Deux-Sèvres hatte La Rochejacquelein in Niort eine kleine, als Le Poitou betitelte Zeitung gegründet, die ihm bei seiner am 5. März 1876 im zweiten Wahlgang erfolgten Wiederwahl als Abgeordneter seines Départements dienlich war. Am 31. März erklärte die Deputiertenkammer seine Wahl für ungültig, indem sie ihn beschuldigte, dass er in einem im Vorfeld der Wahlen verfassten Rundschreiben mit diffamierenden Behauptungen vor der Stimmabgabe für die Republikaner gewarnt habe. La Rochejacquelein bestritt diesen Vorwurf. Indessen wurde er am 21. Mai 1876 mit knapper Mehrheit erneut ins Parlament gewählt.
Nach der Auflösung der Abgeordnetenkammer wurde La Rochejacquelein als Kandidat der Regierung von Präsident Patrice de Mac-Mahon im Arrondissement Bressuire wiederum gewählt. Die Mehrheit der neuen Abgeordneten leitete eine Untersuchung  seiner Wahl ein, die ein Jahr dauerte und deren Unrechtmäßigkeit feststellte. Als La Rochejacquelein daher am 2. Februar 1879 erneut vor die Wähler trat, unterlag er dem republikanischen Gegenkandidaten Camille Jouffrault. Daraufhin reichte er seinen Rücktritt als Generalrat von Bressuire ein; dieses Amt hatte er seit Oktober 1871 bekleidet.
Bei den Parlamentswahlen vom 21. August 1881 war La Rochejacquelein im Arrondissement Bressuire siegreich und eroberte sein Abgeordnetenmandat zurück. Er votierte wieder mit der monarchistischen Partei und übte scharfe Opposition gegenüber den republikanisch gesinnten Ministern. Nach dem Tod des Grafen von Chambord (24. August 1883) schloss er sich dem Grafen von Paris an und wurde Vorsitzender des royalistischen Komitees des Départements Deux-Sèvres. Er scheiterte bei den Wahlen vom 4. Oktober 1885, errang aber bei jenen von 1889 einen Sieg und zog damit wieder ins Parlament ein. Im gleichen Jahr veröffentlichte er nach dem Originalmanuskript die Memoiren seiner Großmutter Victoire de Donnissan de La Rochejaquelein.
1893 gelang La Rochejacquelein seine Wiederwahl und er behielt bis zu seinem Lebensende seinen Sitz als Deputierter. Während dieser beiden Legislaturperioden entfaltete er eine geringe politische Aktivität und sprach nur zweimal bei öffentlichen Sitzungen. Bei einer dieser Gelegenheiten gab er 1893 eine Erklärung in eigener Sache ab, um die Bestätigung seiner Wahl zu erreichen, deren Gültigkeit angefochten worden war. Eine knappe Mehrheit der Abgeordnetenkammer erkannte die Rechtmäßigkeit seiner Wahl an. Am 30. Juli 1897 starb er im Alter von 64 Jahren in seinem Schloss Clisson in Boismé.